# Fewlass Llewellyn
Fewlass Llewellyn (Hull, East Riding of Yorkshire, 5 de março de 1886 – Londres, 16 de junho de 1941) foi um ator de cinema britânico.

## Filmografia selecionada
- Dombey and Son (1917)
- Goodbye (1918)
- The Lady Clare (1919)
- A Bill of Divorcement (1922)
- This Freedom (1923)
- The Flag Lieutenant (1926)
- The Further Adventures of the Flag Lieutenant (1927)
- Afterwards (1928)
- Virginia's Husband (1928)
- The Outsider (1931)
- These Charming People (1931)